# 王大妃
王大妃，是朝鮮和日本女性王族的位號，屬於大妃的一種。實際指稱隨著地區和時代有異。

## 朝鮮半島

### 高麗
高麗時代的王大妃位號冊封資格不定。王子出身的國王，生母若非正室，會被尊為王大妃，如。若庶王女成為王后，其生母也會被尊為王大妃，如元貞王后之母、高麗成宗之嬪御玄德宮主金氏就被尊為王大妃。恭愍王之側妃定妃安氏在權臣李成桂逼迫恭愍王之孫昌王退位時，仍然堅持立宗室王瑤為王，不把國家讓給異姓，延續了高麗的國祚。李成桂就和大臣商議向王瑤提出尊定妃為王大妃，於是她就以非國王生母又非正室的身份被尊為王大妃。此外高麗太祖有一女封順安王大妃，因史料不足，受封原因不明。

### 朝鮮王朝
朝鮮王朝王妃（왕비）的尊封，和中國不同。中國歷朝的制度是，只有新任君主是前任君王晚輩時，前任君王之正配才有資格稱太后，若平輩甚至長輩繼位，則只能稱某某皇后，如北宋開寶皇后；但朝鮮王朝是以國王任數為基準，新任國王不論是否為前任國王晚輩，只要國王一換代，新任國王須無條件尊前任國王王妃為王大妃，若新任國王的生母非前任國王王妃，則其母不能尊王大妃，只能尊為某某宮，譬如朝鮮正祖因被祖父朝鮮英祖欽點出嗣伯父承統世子（即朝鮮真宗），所以繼位只可尊名義上為嬸母的生母惠嬪洪氏為惠慶宮。
本來，前任國王王妃稱王大妃、前前任國王王妃稱大王大妃，但有時會有三位前任王妃共存（等於有三位王妃）的情形，此時：
- 前任國王王妃稱大妃（대비）
- 前前任國王王妃稱王大妃（왕대비）
- 前前前任國王王妃稱大王大妃（대왕대비）

## 日本
在日本，王大妃是指王之正室王妃在夫死後，繼任當主亦封為王時，前任王的王妃就稱為王大妃，如前任當主為親王，不論繼任者為封親王還是王都稱為親王大妃。宮家制度實施後，王大妃又可以稱為「某某宮大妃」。

## 参見
- 朝鮮王朝王大妃列表
- 太后
- 皇太后
- 太妃
- 皇太妃
- 王太妃
- 大王大妃
- 太皇太后
- 大院君